# Copa Intercontinental de baloncesto 1965
La Copa Intercontinental de baloncesto de 1965 es la primera edición de la citada competición, ganada por el Sporting Club de Uruguay.

## Historia
Con motivo de la gira europea del Sporting Club de Uruguay en 1965 se concertaron una serie de partidos amistosos en Gerona, Manresa y Madrid entre los que se enfrentaron el Real Madrid (Campeón de Europa) y el Defensor Sporting Club (Campeón de Sudamérica).

“El Real Madrid jugó anoche en la cancha del Fiesta Alegre el tercero de los partidos concertados en esta gira del gran equipo uruguayo que es el Sporting de Montevideo. En Gerona ganó el Madrid; en Manresa volvió a ganar el Madrid y en Madrid ha ganado el Sporting.”
ABC (edición Madrid) del miércoles 28/4/1965, p. 96

GIRA EUROPEA DEL SPORTING CLUB (PARTIDOS CONCERTADOS)
- En Gerona: Real Madrid-Sporting Club (gana el Real Madrid).
- En Manresa: Real Madrid-Sporting Club (gana el Real Madrid).
- En Madrid: Selección de Promesas-Sporting Club (gana Sporting Club).
- En Mataró: Molfort´s Mataró-Sporting Club (gana Molfort´s Mataró).
- En Madrid: Real Madrid-Sporting Club (gana el Sporting Club).

Este último partido contra el Real Madrid, que ganó el Sporting Club al Real Madrid (78-73), en el pabellón Fiesta Alegre, fue la primera edición de la Copa Intercontinental. El partido se disputó el 28 de abril de 1965.
El equipo base estaba integrado por Caneiro, Víctor Hernández, Luis Köster y los estadounidenses Wine Mullins y Melvin Thompson. Completaban el plantel Enrique Pardo, Walter Broccos, Rodolfo Iribarren, Luis Castro, José Lleras, Carlos Quintana y Omar Arrestia. El entrenador era Dante Méndez.
Referencias
1. ↑  ABC (edición Madrid) del 28/4/1965 http://hemeroteca.abc.es/nav/Navigate.exe/hemeroteca/madrid/abc/1965/04/28/096.html